# Huia masonii
Huia masonii är en groddjursart som först beskrevs av George Albert Boulenger 1884.  Huia masonii ingår i släktet Huia och familjen egentliga grodor. IUCN kategoriserar arten globalt som sårbar. Inga underarter finns listade i Catalogue of Life.